# کابونکا (سرزمین آلتای)
کابونکا (به لاتین: Kubanka) یک منطقهٔ مسکونی در روسیه است که در سرزمین آلتای واقع شده‌است.